# Konoe Kanetsune
Konoe Kanetsune (近衛兼経, também conhecido como Fujiwara no Kanetsune, 1210 - 1259), foi um nobre do período Kamakura da História do Japão, membro do ramo Konoe dos Fujiwara. 

## Vida e carreira
Kanetsune foi o terceiro filho do regente Konoe Iezane. Entrou na corte imperial em 1222 como camareiro-mor. Com a morte repentina de seu irmão mais velho Konoe Iemichi em 1224, Kanetsune teve uma evolução rápida na Corte, a fim de tomar o lugar dele; foi nomeado vice-governador da província de Harima e nomeado Chūnagon. Em 1225 foi nomeado Dainagon.
E em 1227 foi nomeado Naidaijin, serviu como Udaijin de 1231 a 1235, quando ele foi promovido a Sadaijin (até 1238), serviu como Udaijin de 1231 a 1235. Em 1237 se casou com uma filha do regente Kujō Michiie, a fim de buscar a reconciliação entre os ramos Konoe e Kujo.
Em 1237 ele foi nomeado Sesshō do jovem Imperador Shijo até 1242, quando este morreu abruptamente; Kanetsune então se tornou Kanpaku de seu sucessor, o Imperador Go-Saga; mas sob a pressão de Saionji Kintsune, foi substituído pelo neto deste, Nijō Yoshizane. Kanetsune também serviu como Daijō Daijin, durante o reinado do Imperador Shijo entre 1240 e 1241.
Quando Michiie começou a perder influência na Corte em 1247, tornou-se líder do clã Fujiwara e novamente foi nomeado Sesshō do jovem Imperador Go-Fukakusa até 1252.
Em 1257 ele abandonou sua vida na corte e se tornou um monge budista passando a se chamar Shinri (真理) vivendo em Uji até sua morte.
Teve como filho Konoe Motohira e como filha Konoe Saishi, que foi consorte do príncipe Munetaka, sexto Shogun Kamakura.